# 准格尔召镇
准格尔召镇，是中华人民共和国内蒙古自治区鄂尔多斯市准格尔旗下辖的一个乡镇级行政单位。

## 行政区划
准格尔召镇下辖以下地区：
黄天棉图村、乌兰哈达村、铧尖村、忽吉图村、准格尔召村、炭窑渠村、沙蒿塔村和四道柳村。